# The Nocebo Effect
 (novembre 2023).
Si vous disposez d'ouvrages ou d'articles de référence ou si vous connaissez des sites web de qualité traitant du thème abordé ici, merci de compléter l'article en donnant les références utiles à sa vérifiabilité et en les liant à la section « Notes et références ».
Ne doit pas être confondu avec Nocebo (film).
Pour plus de détails, voir Fiche technique et Distribution.
The Nocebo Effect (Nocebo) est un thriller psychologique irlando-philippin réalisé par Lorcan Finnegan, sorti en novembre 2022.

## Synopsis
Créatrice de mode spécialisée dans les vêtements pour enfants, Christine est soudainement frappée par une mystérieuse maladie survenue après le contact avec un chien recouvert de tiques. Cependant, malgré un traitement médical, son état empire et déconcerte à la fois son mari, leur fille ainsi que les médecins chargés de la guérir. Un jour, une soignante venant des Philippines, Diana, se présente à Christine et s'immisce dans l'intimité de la famille. Adepte de la médecine locale traditionnelle, Diana semble être la seule à comprendre les origines de son mal-être et, envoûtée par sa présence, Christine succombe à son remède tandis que ses proches s'y opposent.

## Fiche technique
- Titre : The Nocebo Effect
- Titre québécois : Malédiction
- Titre original : Nocebo
- Autre titre anglais : The Curse
- Réalisation : Lorcan Finnegan
- Scénario : Garret Shanley
- Musique : Jose Buencamino
- Photographie : Jakub Kijowski et Radek Ladczuk
- Montage : Tony Cranstoun
- Production : Bianca Balbuena, Brunella Cocchiglia, Maxime Cottray, Cloé Garbay, David Gilbery, Patti Lapus, Emily Leo, Bradley Liew, Mary McCarthy, Bastien Sirodot et Marlon Vogelgesang
- Sociétés de production : RLJE Films, XYZ Films, Film Development Council of the Philippines, Screen Ireland, Epic Media, Wild Swim Films et Lovely Productions
- Sociétés de distribution : Vertigo Films (Irlande) ; The Jokers (France)
- Pays de production :  Irlande,  Philippines
- Langue originale : anglais
- Format : couleur - 1.66:1
- Genre : thriller psychologique
- Durée : 96 minutes
- Dates de sortie :
  - États-Unis : 22 novembre 2022
  - Philippines : 18 janvier 2023
  - France : 8 mars 2023 (DVD)

## Distribution
- Eva Green (VF : Marie-Eugénie Maréchal) : Christine
- Mark Strong (VF : Julien Kramer) : Felix
- Chai Fonacier (en) (VFB : Cathy Boquet) : Diana
- Billie Gadsdon (VFB : Vera Vedernikova) : Roberta « Bobs »
- Cathy Belton (en) (VFB : Catherine Conet) : Liz
- Anthony Falcon : Jomar
- Angie Ferro (en) : Ongo
- DonKing Rongavilla (VFB : Olivier Prémel) : Juan
- Sariah Reyes-Themistocleous (VFB : Noémie Portal) : Anina
- Angelo Paragoso (VFB : Jean-Paul Clerbois) : le superviseur

Version française dirigée par Laurence Stévenne et Nathanel Alimi chez Lylo, d'après une adaptation des dialogues de Rodolphe Pollet.